# مریم روح‌پرور
مریم روح‌پرور (۳۱ شهریور ۱۳۱۱ – ۱۲ دی ۱۳۶۶) خواننده آهنگ‌های عامه‌پسند ایرانی در دهه ۱۹۶۰ میلادی بود.

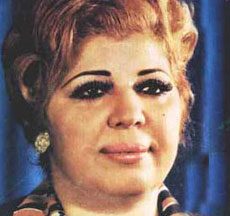
روحپرور

نخستین بار صدای او توسط یکی از رادیوهای تهران به نام رادیوی نیروی هوایی پخش شد، و به این خاطر مردم او را تا مدت‌ها به نام روح‌پرور نیرو هوایی می‌شناختند.
روح‌پرور بعدها از خواننده‌های لاله‌زاری شد و به خاطر برخورداری از صدایی قدرتمند در اجرا، به او لقب ام کلثوم ایران را داده بودند. در مورد مرگ وی روایات متفاوتی وجود دارد. برخی نقل می‌کنند روح‌پرور بعد از انقلاب به ترکیه رفته و سال ۱۳۷۰ در همان جا درگذشته است. برخی نیز مرگ او را در اثر اصابت موشک به خانه‌اش در طی جنگ ایران دانسته‌اند. طبق گفته سوزان (یکی از دوستان روح‌پرور که خود خواننده بود)، روح‌پرور در سال‌های آخر عمر خود، ناراحتی ریوی داشت. روح‌پرور در ۱۲ دی ماه سال ۱۳۶۶ در سن ۵۵ سالگی در تهران درگذشت و در بهشت زهرا قطعه ۱۰۴، ردیف ۶۷، شماره ۴۶ به خاک سپرده شد.